# Notói székesegyház
A Notói székesegyház (olaszul: Cattedrale di Noto; La Chiesa Madre di San Nicolò, ’Szent Miklós Anyatemplom’) római katolikus székesegyház a szicíliai Notóban. A szicíliai barokk stílusú katedrálist a 18. század elején kezdték építeni, és 1776-ban fejezték be. 1844 óta a Notói egyházmegye székhelye is.

## Történelem
A katedrális építése az 1693-as szicíliai földrengés után kezdődött meg, amikor Szicília nagy részén elpusztultak épületek. Az építési terveket Rosario Gagliardi dolgozta ki, Bernardo Labisi felügyeletével végezték a munkálatokat. Így pedig a neoklasszikus elemek is megjelentek az épületen. A főkapualjak pedig a 15. század újjáélése, Giacomo Barozzi da Vignola és Domenico Fontana stílusa alapján. Andrea Pozzóhoz köthető a a nyugati front nagy központi ablaka és a görbevonalú timpanon is.
A 19. században a kupolát újjá kellett építeni, mert földrengések következtében beomlott. Az 1950-es években nagyobb szabású felújítások zajlottak, ám a kivitelezés nem sikerült tökéletesre. Erre példa a boltíven levő Arduino és Baldinelli tempera dekorációja és a függőlegesen levő trompe-l’oeil festmények.

## Galéria

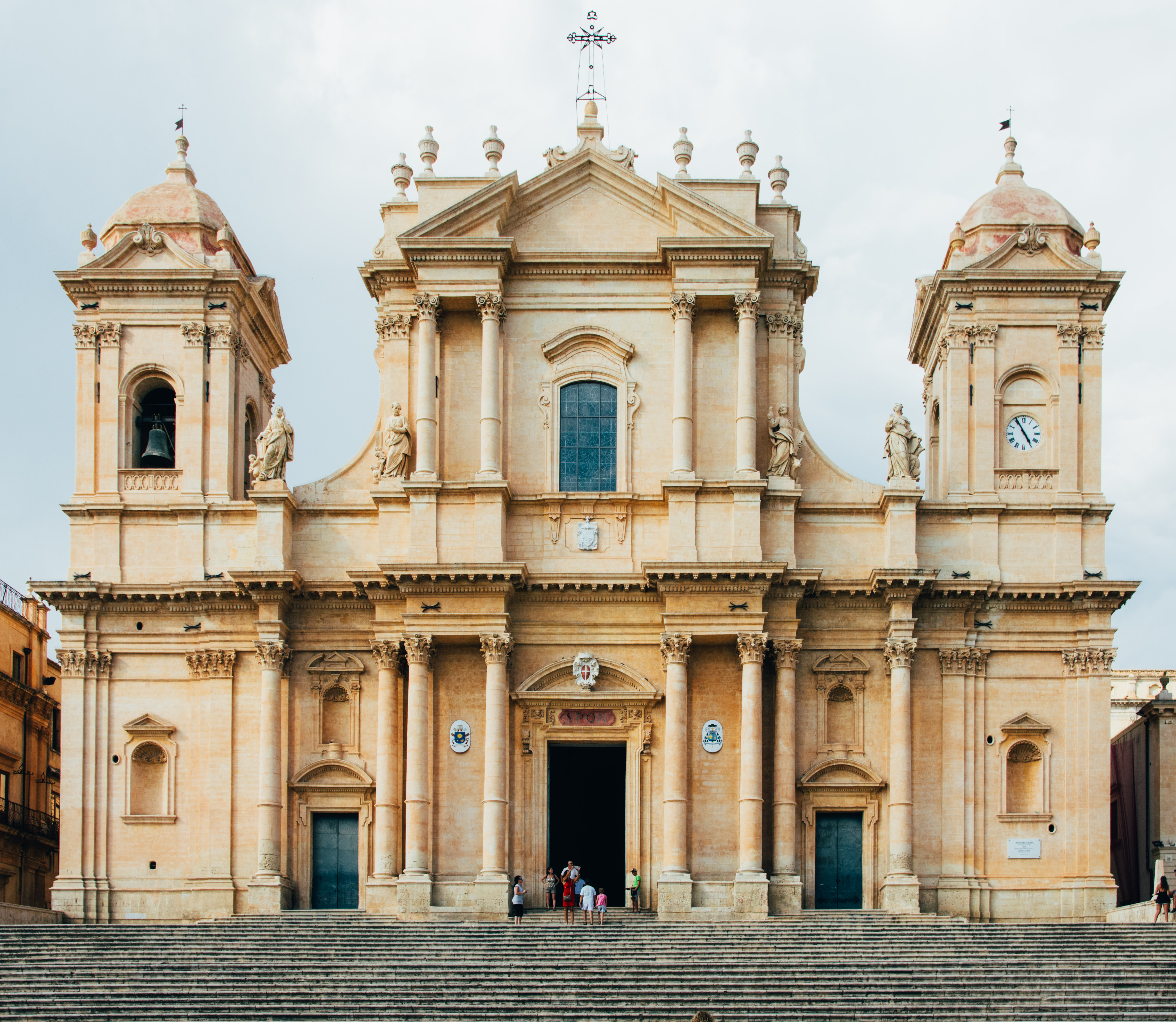
Székesegyház
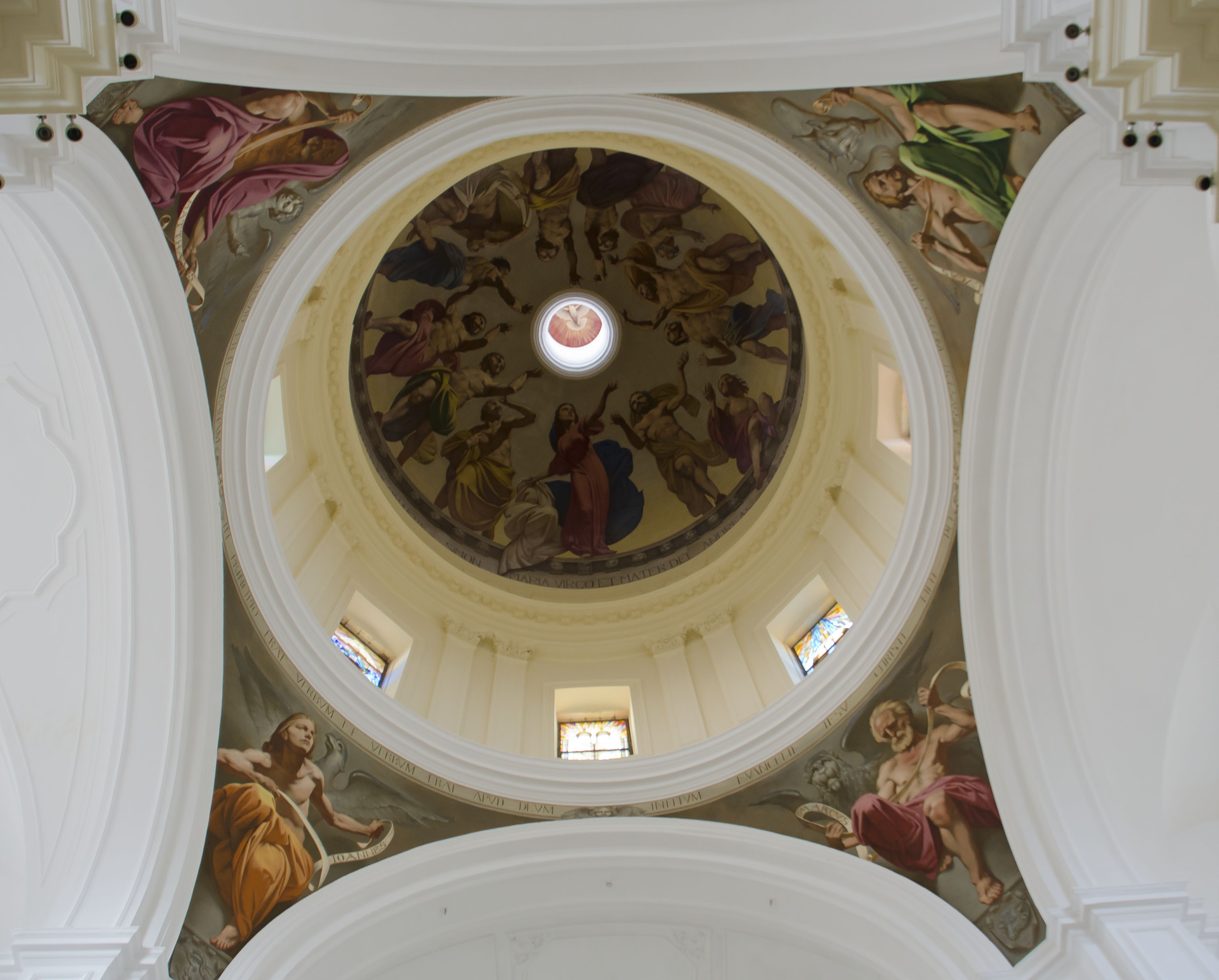
Újjáfestett kupola
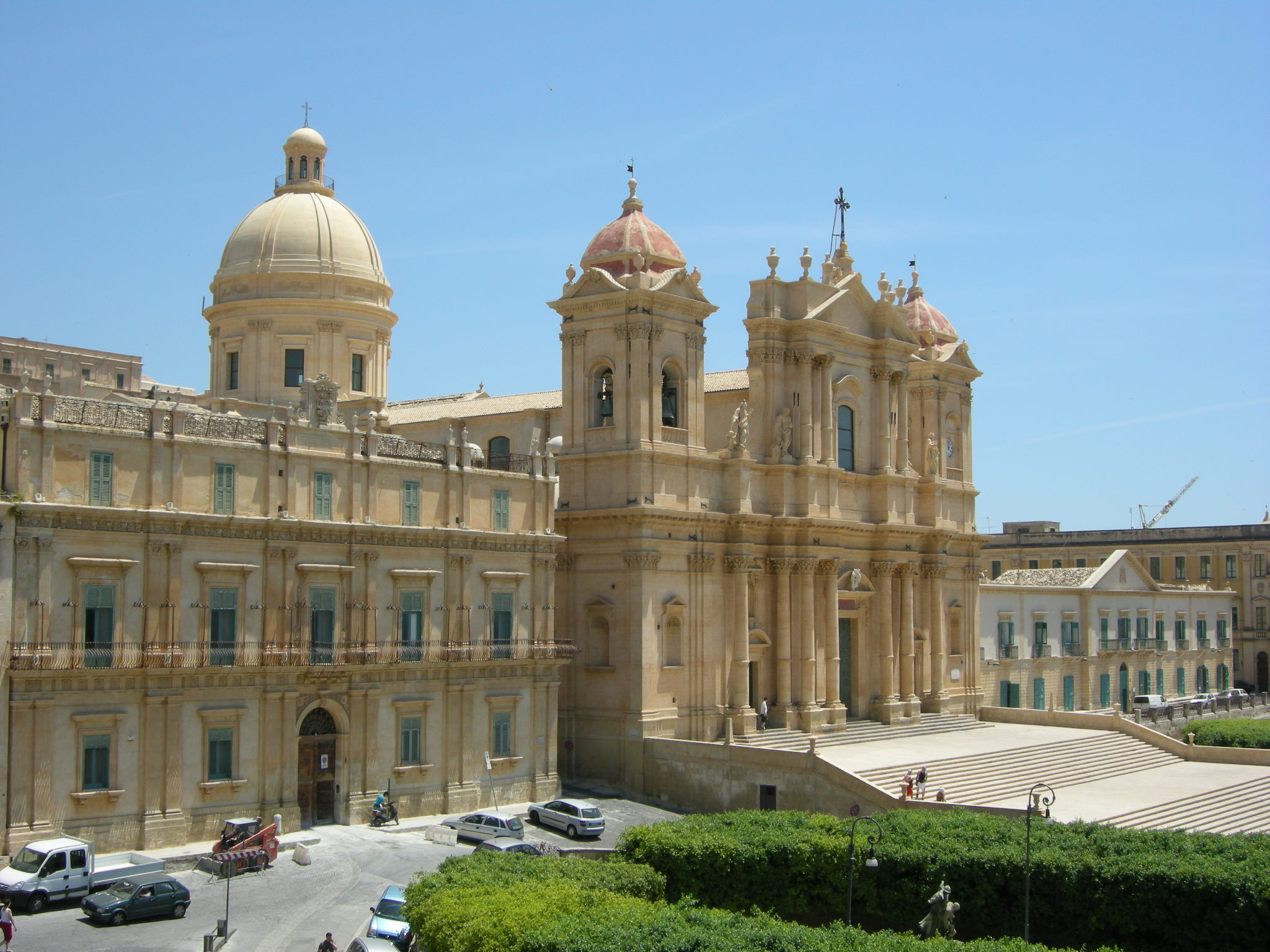
Központi kupolával a háttérben